# Gerald Watelet
 (mai 2018).
Gerald Watelet, né le 11 décembre 1963 à Namur, est un couturier, un cuisinier, un ensemblier et un animateur de télévision belge.

## Carrière
Après des études à l'école hôtelière de Namur, il travaille à la Villa Lorraine à Bruxelles. Puis il va devenir à 22 ans, le plus jeune maître d’hôtel de Belgique en travaillant au Carlton, toujours à Bruxelles.
Il va ensuite s'orienter vers une autre département qui l'a toujours fait rêver : la couture. En 1989, il ouvre sa maison de couture à Bruxelles et présente sa première collection. À partir de 1993, il compte parmi sa clientèle la famille royale belge. 
En 2003, il quitte Bruxelles pour ouvrir sa propre maison à Paris, dans les anciens salons de Philippe Venet, rue François Ier. Il embauche du personnel de la maison Yves Saint Laurent venant de fermer. Il développe alors une clientèle internationale, et habille des personnalités de la haute société internationale[réf. souhaitée]. Il y reste cinq années. 
De retour en Belgique, sa carrière prend encore une nouvelle direction. Il est chroniqueur dans le magazine C'est du belge depuis sa création. En 2011, il passe à la présentation de cette émission en compagnie de Barbara Louys puis en solo à partir de 2015.  Mais avant cela, il a rejoint en 2009 l'équipe de l'émission quotidienne Sans Chichis diffusée sur la Deux où il exerce sur le plateau la fonction de cuisinier, sa formation initiale.
Gerald Watelet est aussi actif comme architecte d'intérieur, comme ensemblier et costumier au théâtre ou encore comme chroniqueur dans un magazine de la presse écrite traitant du savoir-vivre.
De septembre 2013 à mai 2016, il coanime également l'émission Un gars, un chef sur la Deux en compagnie d'Adrien Devyver.
Depuis février 2018, il est acheteur occasionnel de l'émission Affaire conclue sur France 2. Quelques mois plus tard, il rejoint également l'équipe de Bons baisers d'Europe aux côtés de Stéphane Bern et Enora Malagré.